# Interessentanalyse
En interessentanalyse er som ordet indikerer en analyse af interessenter – dvs. alle dem der har interesse i en given opgave eller projekt. Til analysen findes der et række værktøjer, som sætter fokus på håndteringen af ”interessenter”. 
Formålet er at give en bevidsthed hos projektledere og beslutningstagere i forhold til en succesfuld implementering af et projekt eller beslutning. 
Herunder ses et eksempel på et værktøj, som kan bruges til at analysere, hvordan interessenter kommunikationsmæssigt bør håndteres. Modellen er opdelt i forhold til medvirken og indflydelse. Læg mærke til at den tager udgangspunkt i interessenternes og ikke beslutningstagerens forventninger.